# Anton Popovič
Anton Popovič (27 de julio de 1933; 24 de junio de 1984) fue un académico de la traducción y teórico del texto eslovaco. Es reconocido por sus importantes contribuciones al desarrollo moderno de los estudios de traducción.

## Biografía
Popovič nació en Prešov, una ciudad en el este de Eslovaquia. Estudió idiomas eslovaco y ruso. En 1956, completó su doctorado en lo que ahora es Moravia, República Checa .
Perteneció a la escuela de Nitra, habiéndose asociado al Departamento de Comunicación Literaria de Nitra (eslovaquia). Cuando llegó a la ciudad en 1967, colaboró con Frantisek Miko para establecer el Centro de Comunicación Literaria y Metodología Experimental, cuyo objetivo era desarrollar una teoría de la comunicación literaria y una teoría de la traducción literaria.

## Obras
Popovič fue uno de los primeros en aplicar la teoría semiótica al estudio de la traducción en su libro Teória umeleckého prekladu [Teoría de la traducción artística], 1975. Considerando la traducción como un caso particular de metacomunicación, propuso los términos " prototexto " y " metatexto " como alternativas a lo que comúnmente se conoce como " texto fuente " y " texto meta ". También acuñó el término "traduccionalidad" (prekladovosť), que significa las características de un texto que lo denuncian como un texto traducido, y el término " criolización ", que significa algo entre un texto de la cultura de origen y un texto de la cultura de destino.
Popovič fue uno de los creadores del análisis retrospectivo, que implica la evaluación retrospectiva de tipologías para presentar todos los términos operando en un nivel. Este método incluía el concepto de "cambios" en la traducción, describiéndolo como cambios que ocurren en el proceso de transferencia de un idioma a otro. Popovič también definió la equivalencia liquística como una instancia "donde hay homogeneidad en el nivel lingüístico de los textos del idioma de origen y del idioma de destino".
Popovič ha explicado sus teorías de la comunicación, la literatura y la traducción en varios trabajos publicados, que incluyen Traducción literaria en Checoslovaquia (1974), Teoría de la traducción literaria (1975) y Original/Traducción, terminología interpretativa (1984). Sus libros han sido traducidos al italiano, alemán y ruso.